# Chrysoscota brunnea
Chrysoscota brunnea là một loài bướm đêm thuộc phân họ Arctiinae, họ Erebidae.